# Copa FA de China 2023
La Copa FA de China 2023 (Chino: 燕京啤酒2023中国足球协会杯) fue la 25.ª edición de esta competición anual de la Copa de China de fútbol. Inició el 17 de mayo con la primera ronda y finalizó el 25 de noviembre. El campeón defensor fue Shandong Taishan; el ganador de este torneo participó en la Liga de Campeones Élite de la AFC 2024-25.

## Calendario
El calendario fue anunciado el 7 de abril de 2023.
| Etapa            | Fechas              | Número de equipos participantes | Clubes entrantes en esta ronda                                |
| ---------------- | ------------------- | ------------------------------- | ------------------------------------------------------------- |
| Primera ronda    | 17–20 de mayo       | 32 → 16                         | - 16 equipos de la China League Two 2023 - 16 equipos amateur |
| Segunda ronda    | 30–31 de mayo       | 32 (16+16) → 16                 | - 16 equipos de la China League One 2023                      |
| Tercera ronda    | 22–25 de junio      | 32 (16+16) → 16                 | - 16 equipos de la Superliga de China 2023                    |
| Octavos de final | 25–26 de julio      | 16 → 8                          |                                                               |
| Cuartos de final | 30–31 de agosto     | 8 → 4                           |                                                               |
| Semifinales      | 26–27 de septiembre | 4 → 2                           |                                                               |
| Final            | 25 de noviembre     | 2 → 1                           |                                                               |

## Primera ronda
El sorteo de la primera ronda fue el 5 de mayo de 2023, los partidos tuvieron lugar entre el 17 y 20 de mayo de 2023.
| Equipo 1                   | Resultado    | Equipo 2                   |
| -------------------------- | ------------ | -------------------------- |
| Changzhou Lanyi            | 1–2          | Wuhan Jiangcheng           |
| Wuhan Xiaoma               | 0–3          | Guangxi Lanhang            |
| Shanghai Zhongchen         | 1–1 (3–5 p.) | Quanzhou Yassin            |
| Inner Mongolia Caoshangfei | 0–4          | Hunan Billows              |
| Qujing Yibu                | 0–1          | Jiangxi Dark Horse Junior  |
| Yiwu Jinxiu                | 0–0 (1–4 p.) | Zibo Qisheng               |
| Shanxi Longchengren        | 0–1          | Qingdao Red Lions          |
| Tianjin Jinchengren        | 0–1          | Dalian Zhixing             |
| Yili Nine Towns            | 1–2          | Shaoxing Shangyu Pterosaur |
| Xi'an Chongde Ronghai      | 1–1 (1–4 p.) | Hainan Star                |
| Fuzhou Changle Jingangtui  | 0–1          | Beijing BIT                |
| Guangxi Junling Feisu      | 0–5          | Hubei Istar                |
| Rizhao Yuqi                | 1–6          | Chongqing Tongliang Long   |
| Shanghai Shenshui          | 0–1          | Nantong Haimen Codion      |
| Ningxia Fangzhong          | 0–2          | Tai'an Tiankuang           |
| Qingdao May Wind           | 0–1          | Yunnan Yukun               |

## Segunda ronda
Los partidos tuvieron lugar el 30 y 31 de mayo de 2023.
| Equipo 1                  | Resultado    | Equipo 2                   |
| ------------------------- | ------------ | -------------------------- |
| Wuhan Jiangcheng          | 0–0 (4–5 p.) | Guangzhou                  |
| Wuhan Xiaoma              | 0–2          | Wuxi Wugo                  |
| Quanzhou Yassin           | 1–2          | Yanbian Longding           |
| Hunan Billows             | 1–0          | Shanghai Jiading Huilong   |
| Jiangxi Dark Horse Junior | 1–3          | Qingdao Youth Island       |
| Zibo Qisheng              | 1–1 (5–4 p.) | Jinan Xingzhou             |
| Qingdao Red Lions         | 1–1 (2–4 p.) | Suzhou Dongwu              |
| Dalian Zhixing            | 1–1 (5–6 p.) | Dongguan United            |
| Heilongjiang Ice City     | 3–0          | Shaoxing Shangyu Pterosaur |
| Hainan Star               | 1–4          | Jiangxi Lushan             |
| Beijing BIT               | 0–1          | Nanjing City               |
| Hubei Istar               | 1–4          | Dandong Tengyue            |
| Chongqing Tongliang Long  | 3–0          | Shijiazhuang Gongfu        |
| Nantong Haimen Codion     | 2–0          | Shenyang Urban             |
| Tai'an Tiankuang          | 3–3 (4–5 p.) | Sichuan Jiuniu             |
| Yunnan Yukun              | 2–0          | Guangxi Pingguo Haliao     |

## Tercera ronda
Los partidos tuvieron lugar entre el 22 y 25 de junio de 2023.
| Equipo 1                 | Resultado    | Equipo 2              |
| ------------------------ | ------------ | --------------------- |
| Yanbian Longding         | 0–2          | Dalian Pro            |
| Sichuan Jiuniu           | 1–4          | Zhejiang              |
| Hunan Billows            | 0–1          | Henan                 |
| Suzhou Dongwu            | 1–1 (2–4 p.) | Meizhou Hakka         |
| Nanjing City             | 3–4          | Changchun Yatai       |
| Guangzhou                | 1–3          | Shanghái Port         |
| Wuxi Wugo                | 0–2          | Tianjin Jinmen Tiger  |
| Qingdao West Coast       | 2–1          | Cangzhou Mighty Lions |
| Zibo Qisheng             | 0–1          | Beijing Guoan         |
| Dongguan United          | 1–6          | Shandong Taishan      |
| Heilongjiang Ice City    | 0–3          | Nantong Zhiyun        |
| Jiangxi Lushan           | 1–5          | Wuhan Three Towns     |
| Dandong Tengyue          | 1–1 (2–4 p.) | Qingdao Hainiu        |
| Chongqing Tongliang Long | 0–0 (4–2 p.) | Chengdu Rongcheng     |
| Nantong Haimen Codion    | 1–1 (5–4 p.) | Shenzhen              |
| Yunnan Yukun             | 1–2          | Shanghái Shenhua      |

## Fase final

### Cuadro de desarrollo
|  | Octavos de final         | Octavos de final         | Octavos de final |                  |                          | Cuartos de final         | Cuartos de final  | Cuartos de final  |  |                | Semifinales                       | Semifinales                       | Semifinales                       |  |                  | Final            | Final           | Final           |  |
|  | 25 y 26 de julio         | 25 y 26 de julio         | 25 y 26 de julio |                  |                          | 30 y 31 de agosto        | 30 y 31 de agosto | 30 y 31 de agosto |  |                | 26 de septiembre y 7 de noviembre | 26 de septiembre y 7 de noviembre | 26 de septiembre y 7 de noviembre |  |                  | 25 de noviembre  | 25 de noviembre | 25 de noviembre |  |
|  |                          |                          |                  |                  |                          |                          |                   |                   |  |                |                                   |                                   |                                   |  |                  |                  |                 |                 |  |
|  |                          |                          |                  |                  |                          |                          |                   |                   |  |                |                                   |                                   |                                   |  |                  |                  |                 |                 |  |
|  | Tianjin Jinmen Tiger     | Tianjin Jinmen Tiger     | 0 (5)            |                  |                          |                          |                   |                   |  |                |                                   |                                   |                                   |  |                  |                  |                 |                 |  |
|  | Tianjin Jinmen Tiger     | Tianjin Jinmen Tiger     | 0 (5)            |                  |                          |                          |                   |                   |  |                |                                   |                                   |                                   |  |                  |                  |                 |                 |  |
|  | Shanghái Port            | Shanghái Port            | 0 (3)            |                  |                          |                          |                   |                   |  |                |                                   |                                   |                                   |  |                  |                  |                 |                 |  |
|  | Shanghái Port            | Shanghái Port            | 0 (3)            |                  | Tianjin Jinmen Tiger     | Tianjin Jinmen Tiger     | 0                 |                   |  |                |                                   |                                   |                                   |  |                  |                  |                 |                 |  |
|  |                          |                          |                  |                  | Tianjin Jinmen Tiger     | Tianjin Jinmen Tiger     | 0                 |                   |  |                |                                   |                                   |                                   |  |                  |                  |                 |                 |  |
|  |                          |                          | Dalian Pro       | Dalian Pro       | 2                        |                          |                   |                   |  |                |                                   |                                   |                                   |  |                  |                  |                 |                 |  |
|  | Dalian Pro               | Dalian Pro               | Dalian Pro       | Dalian Pro       | 2                        | 1 (5)                    |                   |                   |  |                |                                   |                                   |                                   |  |                  |                  |                 |                 |  |
|  | Dalian Pro               | Dalian Pro               |                  |                  |                          |                          |                   |                   |  |                |                                   |                                   |                                   |  |                  |                  |                 |                 |  |
|  | Henan                    | Henan                    | 1 (3)            |                  |                          |                          |                   |                   |  |                |                                   |                                   |                                   |  |                  |                  |                 |                 |  |
|  | Henan                    | Henan                    | 1 (3)            |                  |                          |                          |                   |                   |  | Dalian Pro     | Dalian Pro                        | 0                                 |                                   |  |                  |                  |                 |                 |  |
|  |                          |                          |                  |                  |                          |                          |                   |                   |  | Dalian Pro     | Dalian Pro                        | 0                                 |                                   |  |                  |                  |                 |                 |  |
|  |                          |                          | Shandong Taishan | Shandong Taishan | 2                        |                          |                   |                   |  |                |                                   |                                   |                                   |  |                  |                  |                 |                 |  |
|  | Qingdao West Coast       | Qingdao West Coast       | Shandong Taishan | Shandong Taishan | 2                        | 1                        |                   |                   |  |                |                                   |                                   |                                   |  |                  |                  |                 |                 |  |
|  | Qingdao West Coast       | Qingdao West Coast       |                  |                  |                          |                          |                   |                   |  |                |                                   |                                   |                                   |  |                  |                  |                 |                 |  |
|  | Beijing Guoan            | Beijing Guoan            | 4                |                  |                          |                          |                   |                   |  |                |                                   |                                   |                                   |  |                  |                  |                 |                 |  |
|  | Beijing Guoan            | Beijing Guoan            | 4                |                  | Beijing Guoan            | Beijing Guoan            | 1 (4)             |                   |  |                |                                   |                                   |                                   |  |                  |                  |                 |                 |  |
|  |                          |                          |                  |                  | Beijing Guoan            | Beijing Guoan            | 1 (4)             |                   |  |                |                                   |                                   |                                   |  |                  |                  |                 |                 |  |
|  |                          |                          | Shandong Taishan | Shandong Taishan | 1 (5)                    |                          |                   |                   |  |                |                                   |                                   |                                   |  |                  |                  |                 |                 |  |
|  | Meizhou Hakka            | Meizhou Hakka            | Shandong Taishan | Shandong Taishan | 1 (5)                    | 0                        |                   |                   |  |                |                                   |                                   |                                   |  |                  |                  |                 |                 |  |
|  | Meizhou Hakka            | Meizhou Hakka            |                  |                  |                          |                          |                   |                   |  |                |                                   |                                   |                                   |  |                  |                  |                 |                 |  |
|  | Shandong Taishan         | Shandong Taishan         | 6                |                  |                          |                          |                   |                   |  |                |                                   |                                   |                                   |  |                  |                  |                 |                 |  |
|  | Shandong Taishan         | Shandong Taishan         | 6                |                  |                          |                          |                   |                   |  |                |                                   |                                   |                                   |  | Shandong Taishan | Shandong Taishan | 0               |                 |  |
|  |                          |                          |                  |                  |                          |                          |                   |                   |  |                |                                   |                                   |                                   |  | Shandong Taishan | Shandong Taishan | 0               |                 |  |
|  |                          |                          | Shanghái Shenhua | Shanghái Shenhua | 1                        |                          |                   |                   |  |                |                                   |                                   |                                   |  |                  |                  |                 |                 |  |
|  | Nantong Zhiyun           | Nantong Zhiyun           | Shanghái Shenhua | Shanghái Shenhua | 1                        | 2                        |                   |                   |  |                |                                   |                                   |                                   |  |                  |                  |                 |                 |  |
|  | Nantong Zhiyun           | Nantong Zhiyun           |                  |                  |                          |                          |                   |                   |  |                |                                   |                                   |                                   |  |                  |                  |                 |                 |  |
|  | Wuhan Three Towns        | Wuhan Three Towns        | 0                |                  |                          |                          |                   |                   |  |                |                                   |                                   |                                   |  |                  |                  |                 |                 |  |
|  | Wuhan Three Towns        | Wuhan Three Towns        | 0                |                  | Nantong Zhiyun           | Nantong Zhiyun           | 0                 |                   |  |                |                                   |                                   |                                   |  |                  |                  |                 |                 |  |
|  |                          |                          |                  |                  | Nantong Zhiyun           | Nantong Zhiyun           | 0                 |                   |  |                |                                   |                                   |                                   |  |                  |                  |                 |                 |  |
|  |                          |                          | Qingdao Hainiu   | Qingdao Hainiu   | 3                        |                          |                   |                   |  |                |                                   |                                   |                                   |  |                  |                  |                 |                 |  |
|  | Qingdao Hainiu           | Qingdao Hainiu           | Qingdao Hainiu   | Qingdao Hainiu   | 3                        | 1                        |                   |                   |  |                |                                   |                                   |                                   |  |                  |                  |                 |                 |  |
|  | Qingdao Hainiu           | Qingdao Hainiu           |                  |                  |                          |                          |                   |                   |  |                |                                   |                                   |                                   |  |                  |                  |                 |                 |  |
|  | Changchun Yatai          | Changchun Yatai          | 0                |                  |                          |                          |                   |                   |  |                |                                   |                                   |                                   |  |                  |                  |                 |                 |  |
|  | Changchun Yatai          | Changchun Yatai          | 0                |                  |                          |                          |                   |                   |  | Qingdao Hainiu | Qingdao Hainiu                    | 0                                 |                                   |  |                  |                  |                 |                 |  |
|  |                          |                          |                  |                  |                          |                          |                   |                   |  | Qingdao Hainiu | Qingdao Hainiu                    | 0                                 |                                   |  |                  |                  |                 |                 |  |
|  |                          |                          | Shanghái Shenhua | Shanghái Shenhua | 1                        |                          |                   |                   |  |                |                                   |                                   |                                   |  |                  |                  |                 |                 |  |
|  | Chongqing Tongliang Long | Chongqing Tongliang Long | Shanghái Shenhua | Shanghái Shenhua | 1                        | 3                        |                   |                   |  |                |                                   |                                   |                                   |  |                  |                  |                 |                 |  |
|  | Chongqing Tongliang Long | Chongqing Tongliang Long |                  |                  |                          |                          |                   |                   |  |                |                                   |                                   |                                   |  |                  |                  |                 |                 |  |
|  | Nantong Haimen Codion    | Nantong Haimen Codion    | 0                |                  |                          |                          |                   |                   |  |                |                                   |                                   |                                   |  |                  |                  |                 |                 |  |
|  | Nantong Haimen Codion    | Nantong Haimen Codion    | 0                |                  | Chongqing Tongliang Long | Chongqing Tongliang Long | 0                 |                   |  |                |                                   |                                   |                                   |  |                  |                  |                 |                 |  |
|  |                          |                          |                  |                  | Chongqing Tongliang Long | Chongqing Tongliang Long | 0                 |                   |  |                |                                   |                                   |                                   |  |                  |                  |                 |                 |  |
|  |                          |                          | Shanghái Shenhua | Shanghái Shenhua | 2                        |                          |                   |                   |  |                |                                   |                                   |                                   |  |                  |                  |                 |                 |  |
|  | Shanghái Shenhua         | Shanghái Shenhua         | Shanghái Shenhua | Shanghái Shenhua | 2                        | 5                        |                   |                   |  |                |                                   |                                   |                                   |  |                  |                  |                 |                 |  |
|  | Shanghái Shenhua         | Shanghái Shenhua         |                  |                  |                          |                          |                   |                   |  |                |                                   |                                   |                                   |  |                  |                  |                 |                 |  |
|  | Zhejiang                 | Zhejiang                 | 1                |                  |                          |                          |                   |                   |  |                |                                   |                                   |                                   |  |                  |                  |                 |                 |  |
|  | Zhejiang                 | Zhejiang                 | 1                |                  |                          |                          |                   |                   |  |                |                                   |                                   |                                   |  |                  |                  |                 |                 |  |
|  |                          |                          |                  |                  |                          |                          |                   |                   |  |                |                                   |                                   |                                   |  |                  |                  |                 |                 |  |

- Los horarios corresponden al huso horario de China (UTC+8).

### Octavos de final
| 25 de julio | Tianjin Jinmen Tiger                                              | 0 – 0 (t. s.)(5 – 3 p.)    | Shanghái Port                             | TEDA Football Stadium, Tianjin |                        |
| 18:00       |                                                                   | Reporte                    |                                           | Árbitro(s): Gu Chunhan         | Árbitro(s): Gu Chunhan |
|             |                                                                   | Tiros desde el punto penal |                                           |                                |                        |
|             | - Farley Rosa - Xie Weijun - Piao Taoyu - Yang Fan - Zhao Yingjie |                            | - Oscar - Vargas - Wu Lei - Wang Shenchao |                                |                        |

| 25 de julio | Dalian Pro                                              | 1 – 1 (t. s.)(5 – 3 p.)    | Henan                                                      | Jinzhou Stadium, Dalian |                      |
| 18:00       | Zhao Jianbo 51'                                         | Reporte                    | Mierzejewski 27'                                           | Árbitro(s): Ren Tong    | Árbitro(s): Ren Tong |
|             |                                                         | Tiros desde el punto penal |                                                            |                         |                      |
|             | - Tsonev - Zhao Jianbo - Fei Yu - Núñez - Lin Liangming |                            | - Mierzejewsk - Dilyimit Tudi - Chen Keqiang - Zhong Yihao |                         |                      |

| 25 de julio | Qingdao Hainiu | 1 – 0   | Changchun Yatai | Qingdao Youth Football Stadium, Qingdao |                         |
| 19:35       | Zheng Long 39' | Reporte |                 | Árbitro(s): Shan Dan'ao                 | Árbitro(s): Shan Dan'ao |

| 25 de julio | Chongqing Tongliang Long                   | 3 – 0   | Nantong Haimen Codion | Tongliang Long Stadium, Chongqing |                            |
| 19:35       | - Xiang Yuwang 36', 63' - Chen Jiaqi 90+5' | Reporte |                       | Árbitro(s): Zhang Xiaochen        | Árbitro(s): Zhang Xiaochen |

| 25 de julio | Shanghái Shenhua                                    | 5 – 1   | Zhejiang     | Estadio de Shanghái, Shanghái |                      |
| 20:00       | - Malele 3' (pen.), 23', 65' - Zhang Wei 81', 90+1' | Reporte | Leonardo 49' | Árbitro(s): Dai Yige          | Árbitro(s): Dai Yige |

| 26 de julio | Qingdao West Coast | 1 – 4   | Beijing Guoan                                              | Guzhenkou University City Sports Center, Qingdao |                       |
| 19:35       | Shi Jian 52'       | Reporte | - Fábio Abreu 18', 49' - Nebijan Muhmet 38' - Fang Hao 73' | Árbitro(s): Ma Yunkun                            | Árbitro(s): Ma Yunkun |

| 26 de julio | Meizhou Hakka | 0 – 6   | Shandong Taishan                                                  | Estadio de Huitang, Wuhua |                           |
| 19:35       |               | Reporte | - Xie Wenneng 1' - Crysan 10', 29' - Moisés 20', 58' - Jadson 76' | Árbitro(s): Xu Qiangqiang | Árbitro(s): Xu Qiangqiang |

| 26 de julio | Nantong Zhiyun                 | 2 – 0   | Wuhan Three Towns | Centro de Deportes Olímpico, Rugao |                        |
| 19:35       | - Wang Song 72' - Castillo 84' | Reporte |                   | Árbitro(s): Du Jianxin             | Árbitro(s): Du Jianxin |

### Cuartos de final
| 30 de agosto | Dalian Pro                        | 2 – 0   | Tianjin Jinmen Tiger | Jinzhou Stadium, Dalian |                        |
| 18:30        | - Mamba 72' - Yan Xiangchuang 86' | Reporte |                      | Árbitro(s): Shi Zhenlu  | Árbitro(s): Shi Zhenlu |

| 30 de agosto | Chongqing Tongliang Long | 0 – 2   | Shanghái Shenhua                    | Tongliang Long Stadium, Chongqing |                    |
| 19:35        |                          | Reporte | - Yu Hanchao 15' - Fei Ernanduo 43' | Árbitro(s): He Kai                | Árbitro(s): He Kai |

| 31 de agosto | Nantong Zhiyun | 0 – 3   | Qingdao Hainiu                    | Centro de Deportes Olímpico, Rugao |                         |
| 19:35        |                | Reporte | - Ma Xinggyu 66' - Šarić 83', 89' | Árbitro(s): Tang Shunqi            | Árbitro(s): Tang Shunqi |

| 31 de agosto | Beijing Guoan                                                                 | 1 – 1 (t. s.)(4 – 5 p.)    | Shandong Taishan                                          | Estadio de los Trabajadores, Pekín                  |                                                     |
| 19:35        | Kang Sang-woo 19'                                                             | Reporte                    | Li Yuanyi 10'                                             | Asistencia: 50 569 espectadores Árbitro(s): Ma Ning | Asistencia: 50 569 espectadores Árbitro(s): Ma Ning |
|              |                                                                               | Tiros desde el punto penal |                                                           |                                                     |                                                     |
|              | - Ngadeu-Ngadjui - Zhang Chengdong - Wang Ziming - Gao Tianyi - Kang Sang-woo |                            | - Crysan - Moisés - Matheus Pato - Fernandinho - Fellaini |                                                     |                                                     |

### Semifinales
| 26 de septiembre | Dalian Pro | 0 – 2   | Shandong Taishan                  | Dalian Barracuda Bay Football Stadium, Dalian |                       |
| 18:30            |            | Reporte | - Matheus Pato 27' - Fellaini 70' | Árbitro(s): Li Haixin                         | Árbitro(s): Li Haixin |

| 7 de noviembre | Qingdao Hainiu | 0 – 1   | Shanghái Shenhua | Qingdao Youth Football Stadium, Qingdao |                         |
| 19:35          |                | Reporte | Malele 3'        | Árbitro(s): Tang Shunqi                 | Árbitro(s): Tang Shunqi |

### Final
| 25 de noviembre | Shandong Taishan | 0 – 1   | Shanghái Shenhua | Centro Deportes Olympico de Suzhou, Suzhou                 |                                                            |
| 19:35           |                  | Reporte | Yu Hanchao 64'   | Asistencia: 31 467 espectadores Árbitro(s): Memetjan Ahmat | Asistencia: 31 467 espectadores Árbitro(s): Memetjan Ahmat |

|                                       |
| Bandera de la República Popular China |
| Campeón Shanghái Shenhua 6.º título   |